# Carl F. Bucherer
Pour les articles homonymes, voir Bucherer.
Carl F. Bucherer est une entreprise suisse d'horlogerie établie à Lucerne.
Depuis sa création en 1888, l’entreprise est la propriété exclusive de la famille Bucherer. En 2015, l’entreprise est dirigée par un membre de la 3e génération de la famille, Jörg G. Bucherer, au poste de président du conseil d’administration.

## Histoire

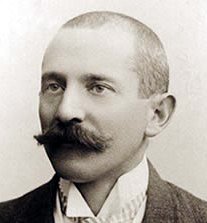
Carl Friedrich Bucherer, le fondateur de la manufacture de montres suisses.

En 1888, Carl Friedrich Bucherer ouvre sa première boutique de montres et de joaillerie de luxe à Lucerne, en Suisse. En 1919, il commercialise sa première collection de montres pour femmes dans le style Art Déco.
Entre ses débuts et 1968, Carl F. Bucherer avait manufacturé près de 15 000 chronomètres certifiés de haute précision[réf. nécessaire]. En 1969, l’entreprise intègre un consortium suisse se donnant pour but de développer et fabriquer le premier mouvement à quartz pour montre-bracelet, le Beta 21.
En 1976, Jörg G. Bucherer s'installe à la tête de l’entreprise. En 2001, la marque Carl F. Bucherer se repositionne et met en vente la collection de montres Patravi. En 2005, l’entreprise dépose un brevet pour le mécanisme de monopoussoir de la montre Patravi TravelTec, qui permet l’affichage simultané de trois fuseaux horaires[source insuffisante].
En 2007, Carl F. Bucherer fait l’acquisition de la société Techniques horlogères appliquées (THA), implantée à Sainte-Croix qui prendra le nom de Carl F. Bucherer technologies. L’année suivante, l’entreprise lance le calibre de manufacture CFB A1000 équipé d’un rotor périphérique. En 2014, pour prévenir la contrefaçon, la Manero PowerReserve est le premier modèle Carl F. Bucherer doté d’une signature laser garantissant son authenticité[source insuffisante]. À compter de cette date, tous les modèles de la marque sont équipés de cette technologie.

### Authentification
À partir de 2014, les mouvements de manufacture Carl F. Bucherer sont protégés de la contrefaçon par une technologie laser spéciale. Développé par la société suisse Mimotec SA, le processus CLR-LIGA imprime une signature unique sur la surface du mouvement de la montre, en utilisant la nanostructuration diffractive. Cette signature ne peut être authentifiée qu’au moyen d’un scanner laser spécifique,[source insuffisante].

## Informations économiques
D'après la Fédération de l'Industrie Horlogère Suisse FH en 2001, le groupe Bucherer « emploie près de 1 200 personnes et a réalisé [en 2014] un chiffre d'affaires supérieur à 500 millions de francs ».

### Production
Carl F. Bucherer quitte en 2002 ses ateliers de Nidau pour s’installer dans un site de production plus vaste à Lengnau, dans le canton de Berne,. En 2015, Carl F. Bucherer annonce l’ajout d’un nouveau site de production à Lengnau[source insuffisante].
En 2015, selon Sascha Moeri, président directeur de la société, l’entreprise vend près de 25 000 montres par an.

## Partenariat
En 2014, Carl F. Bucherer signe un partenariat avec l’Association suisse de football et offre à chaque joueur de l’équipe de Suisse de football une montre Patravi ScubaTec ASF, une édition spéciale à l’occasion de la Coupe du monde jouée la même année.

## Galerie média

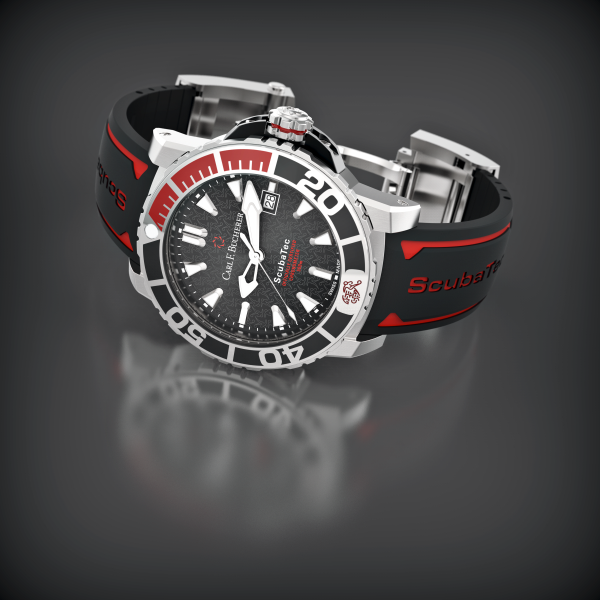
La Patravi ScubaTec, Édition spéciale ASF.
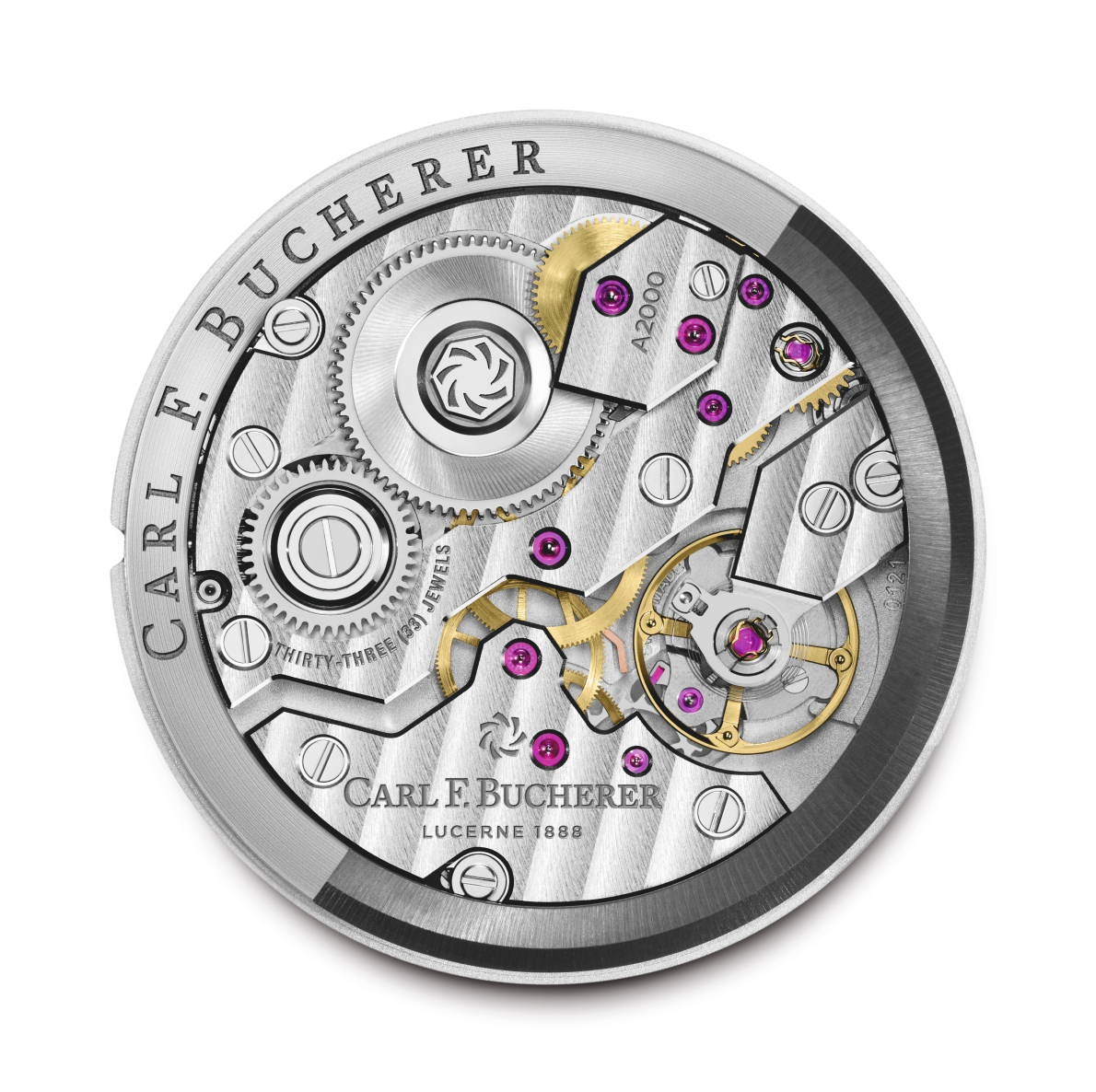
Le calibre de manufacture CFB A2000.
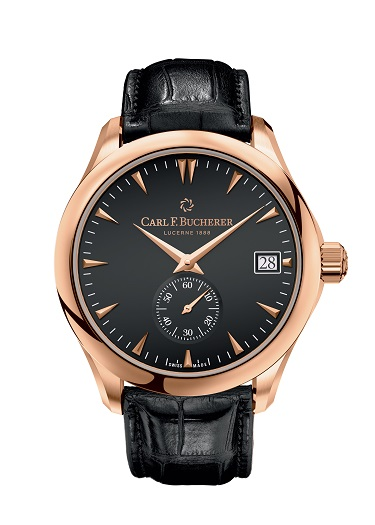
Le modèle Manero 2016, à rotor périphérique.